# Juliette de Crousaz
Juliette de Crousaz, née le 1er février 1879 et morte le 27 février 1965, est une musicienne, pianiste et enseignante vaudoise.

## Biographie
Juliette de Crousaz, naît le 1er février 1879. Elle est le cinquième enfant de l'ingénieur Fédor de Crousaz et de Clémence de la Harpe. Sa sœur Alice (1868-1942), de onze ans son aînée, devient également pianiste et professeur de lecture à vue au Conservatoire de Lausanne (1921-1938). Elle étudie le piano à Lausanne auprès de Carl Eschmann-Dumur, puis à Stuttgart. Elle reçoit enfin les conseils de Joseph Lauber, Alexandre Dénéréaz, Emile Blanchet, Ernest Schelling, de Ferruccio Busoni et d'Ignacy Paderewski. Elle travaille également le violoncelle, l'orgue et le chant.
Elle est nommée en 1909 professeur de virtuosité du Conservatoire de Lausanne et donne des cours de piano supérieur et virtuosité jusqu'en 1959. Elle mène également une solide carrière en tant que soliste - 64 concerts sont référencés par Jacques Burdet dans son ouvrage sur la musique dans le canton de Vaud - jouant avec l'Orchestre de la Suisse romande en 1919 et 1925, puis à Londres, Paris et Alger.
Parmi les premières auditions à Lausanne, il faut mentionner la Suite fantastique pour piano et orchestre de Schelling, la Fantaisie polonaise de Paderewski, donnée à Radio-Lausanne sous la direction de Hans Haug, en présence du compositeur. Elle est, en effet, l'une des premières musiciennes à se produire à Radio-Lausanne et y donne par la suite de nombreux concerts. Elle est également régulièrement engagée par la Société vaudoise de musique.
En 1931, elle fonde le Trio de Lausanne avec le violoniste Edmond Appia et le violoncelliste Paul Burger, tous trois professeurs au Conservatoire de Lausanne. Cet ensemble est actif jusqu'en 1939 au moins et se produit dans des salons privés (chez Jules Nicati, à Tolochenaz ou à Mon Abri près de la Croix-d'Ouchy) et interprète autant des œuvres classiques que contemporaines, telles qu'un Trio de Volmar Andreae, le Trio sur des mélodies populaires irlandaises de Frank Martin, les Échos du dancing de Jaques-Dalcroze, Le Chêne et le Roseau d'Alexandre Denéréaz ou encore le Concert à trois d'Henri Stierlin-Vallon. Juliette de Crousaz donne également plusieurs concerts à deux pianos avec sa sœur Alice, jusqu'à la mort de celle-ci en 1942. En 1913, Juliette de Crousaz fonde avec Madame Berthold Van Muyden le Lyceum-club de Lausanne qu'elle préside de 1937 à 1955. Elle siège également dans le comité du Lyceum de Suisse et crée ; elle organise encore le concours annuel de musique de cette association et fonde et préside la commission musicale du Lyceum de Lausanne. Elle fait découvrir, par exemple, dans le cadre des programmes du Lyceum-club, l’œuvre de la compositrice Mel Bonis (1858-1937).
Juliette de Crousaz enseigne durant plus de cinquante ans (1909-1959) au Conservatoire de Lausanne et décède le 27 février 1965, à l'âge de quatre-vingt six ans, célibataire, suivant de peu son frère, l'ingénieur Roger de Crousaz, décédé le 2 février. Elle crée le prix de lecture à vue Juliette de Crousaz du Conservatoire de Lausanne.

## Sources
- « Juliette de Crousaz », sur la base de données des personnalités vaudoises sur la plateforme « Patrinum » de la Bibliothèque cantonale et universitaire de Lausanne.
- Burdet, Jacques, La musique dans le canton de Vaud 1904-1939, Lausanne, Payot, 1983
- Jaccottet, Georges, Le conservatoire de musique de Lausanne (1961-1986), Lausanne, Bibliothèque historique vaudoise, 1986
- Zuber, Serge M., Musiques d'un siècle à Genève, 1893-1993, Genève, Ariana, 1993
- "Décès de la pianiste Juliette de Crousaz", Feuille d'avis de Lausanne, 03/03/1965, p. 13
- "Juliette de Crousaz", Tribune de Lausanne, 1965/03/02, p. 9
- "Certificats et diplômes décernés", Feuille d'avis de Lausanne, 1964/07/07, p. 17
- "Le centenaire du Conservatoire brillamment fêté au théâtre de Beaulieu", Feuille d'avis de Lausanne, 1961/12/04, p. 17
- Jaton, Henri, "Un cinquantenaire", Tribune de Lausanne, 1959/12/31, p. 5
- "Un jubilé au Conservatoire. Mlle de Crousaz enseigne depuis 50 ans", Feuille d'avis de Lausanne, 1959/12/29, p. 17
- "Le Lyceum fête une centenaire", Feuille d'avis de Lausanne, 1958/11/17, p. 17
- "Le cabaret-variétés du Lyceum-club" Feuille d'avis de Lausanne, 1957/10/10, p. 20.